# Сибуя Дзиан-Дзиан
Малый театр Сибуя Дзиан-Дзиан (яп. 小劇場 渋谷ジァン・ジァン) — театр в районе Сибуя в Токио. Работал с июля 1969 года по 25 апреля 2000 года. «Сибуя Дзиан-Дзиан» с декабря 1973 года на протяжении многих лет был местом регулярных выступлений Такахаси Тикудзана до его смерти 5 февраля 1998 года. Они часто представляли собой длинные сольные импровизации, которые он называл «Иваки», в честь самой высокой горы в регионе Цугару.
В театре регулярно проводил выступления Набуо Накамура, играя в пьесе «Урок» (La leçon, 1951), написанной Эженом Ионеско. Также в театре проводили живые выступления Норико Авая и Акихиро Мива. Сольные выступления Иссэя Огаты также начались в «Сибуя Дзиан-Дзиан».